# Alholm (Kumlinge, Åland)
Alholm är en halvö i Kumlinge kommun på Åland (Finland). Alholm utgör den norra delen av Ytterholmen, men är skild från denna av en grävd kanal. Vattnet mellan Alholm och Brändö kallas Alholmsfjärden och vattnet mellan Alholm och Tvidjoskär kallas Tvidjoskärsfjärden.
Terrängen på Alholm består av hällmarksskog som bitvis övergår i barrskog.